# 奥尔塞
奥尔塞，是西班牙安达卢西亚自治区格拉纳达省的一个市镇。总面积325平方公里，
2001年普查人口總數為1395人，人口密度為每平方公里4人。